# Caragana ambigua
Caragana ambigua är en ärtväxtart som beskrevs av John Ellerton Stocks. Caragana ambigua ingår i släktet karaganer, och familjen ärtväxter. Inga underarter finns listade i Catalogue of Life.